# Picture Music
Picture Music is het vierde muziekalbum (vaak ten onrechte aangeduid als zijn derde album) van de Duitse specialist op het gebied van elektronische muziek Klaus Schulze. Het is opgenomen in Berlijn, de standplaats van Schulze gedurende de eerste helft van 1973. Het wordt echter pas later dan Blackdance uitgegeven, in verband met problemen over de rechten. Ohr was inmiddels failliet en Schulze tekende bij Brain Records. De opnamen van dit album zijn geluidstechnisch mager; Schulze adviseert, dat het beter is het album in mono af te luisteren. Het is geen filmmuziek. Schulze bespeelt hier voornamelijk de EMS VCS 3; een vooruitstrevende synthesizer uit die tijd.

## Musici
- Klaus Schulze

## Composities
1. Totem (23:53)
2. Mental door (23:02)
3. C'est pas la mème chose (33:00)

C'est pas la mème chose is een bonustrack op de geremasterde versie die in 2005 verscheen. Het is de lange versie van Totem; door de maximale speelduur van de elpee kon de track toentertijd niet in zijn geheel geperst worden.